# Planet of the Daleks
A Planet of the Daleks a Doctor Who sorozat hatvannyolcadik része, amit 1973. április 7.-e és május 12.-e között vetítettek hat epizódban.

## Történet
A TARDIS-t az Idő Lordok a Spiridon bolygóra távvezérlik, s egy dzsungelben landol. A Doktor az előző utazáson szerzett sérülése miatt még kómában fekszik. Jo kimegy, hogy segítséget szerezzen. A furcsa növények között egy sérült thal űrhajóra és néhány túlélőre bukkan, akik egy dalek kutatóállomást akarnának felszámolni. A dolog azonban a vártnál jóval komplikáltabb...

## Epizódok listája
| Epizódok listája | Bemutató napja    | Hossza | Nézők száma (millió) | Formátum                           |
| ---------------- | ----------------- | ------ | -------------------- | ---------------------------------- |
| 1                | 1973. április 7.  | 24:51  | 11                   | Pal 2-s színes videókazetta        |
| 2                | 1973. április 14. | 24:08  | 10,7                 | Pal 2-s színes videókazetta        |
| 3                | 1973. április 21. | 22:34  | 10,1                 | Helyreállított színes videókazetta |
| 4                | 1973. április 28. | 23:36  | 8,3                  | Pal 2-s színes videókazetta        |
| 5                | 1973. május 5.    | 22:31  | 9,7                  | Pal 2-s színes videókazetta        |
| 6                | 1973. május 12.   | 23:02  | 8,5                  | Pal 2-s színes videókazetta        |

## Könyvkiadás
A könyvváltozatát 1976. október 21.-n adta ki a Target könyvkiadó

## Otthoni kiadás
- VHS-n 1999. novemberében adták ki a Revelation of the Daleks-l együtt.
- DVD-n 2009. október 5.-n adták ki a Dalek War dobozban, ami tartalmazza az előző történetet is (Frontier in Space).

### Fordítás
- Ez a szócikk részben vagy egészben  a   Planet of the Daleks című angol Wikipédia-szócikk fordításán alapul.  Az eredeti cikk szerkesztőit annak laptörténete sorolja fel. Ez a jelzés csupán a megfogalmazás eredetét és a szerzői jogokat jelzi, nem szolgál a cikkben szereplő információk forrásmegjelöléseként.